# Condat AG
Die Condat AG ist ein deutsches IT-Unternehmen mit Sitz in Berlin und Cloppenburg. Das 1979 gegründete Unternehmen entwickelt und vertreibt digitale Lösungen, die vor allem auf die Unterstützung von gesellschaftlich relevanten Bereichen abzielen. Zu den Schwerpunkten der Condat AG zählen Anwendungen zur Entlastung von Beschäftigten im Gesundheitswesen, die Verfolgung von Hass und Hetze in sozialen Medien sowie Technologien zur Förderung von Kulturbetrieben und zur Unterstützung von Strafverfolgungsbehörden.
Das Unternehmen setzt auf den Einsatz moderner Technologien, darunter Künstliche Intelligenz und digitale Plattformen, um seine Ziele zu erreichen. Ein wesentlicher Bestandteil der Unternehmensmission ist die Förderung von demokratischen Werten und die Entwicklung von Lösungen, die einen gesellschaftlichen Mehrwert schaffen.